# Marialejandra Martín
Marialejandra Martín (née Marialejandra Martín Castillo le 23 novembre 1964 à Caracas, Venezuela), est une actrice vénézuélienne.

## Filmographie

### Telenovelas
- 2016 : Entre tu amor y mi amor (Venevisión, Caracas) : Columba Buendía de Morales
- 2015 : Escándalos (Televen, Caracas) :  Isabel Calderón de Leroux
- 2014 : Demente criminal (Venevisión, Miami) : Helena González
- 2009 : Libres como el viento (RCTV Internacional, Caracas) : Rafaela Marcano
- 2008 : La Trepadora (RCTV Internacional, Caracas) : Adelaida Salcedo de Guanipa
- 2007 : Aunque mal paguen (Venevisión, Caracas) : Thaís
- 2006 : Por todo lo alto (RCTV, Caracas) : Divina Alegría
- 2005 : Soñar no cuesta nada (Venevisión, Miami) : Olivia Rosas de Hernández
- 2003-2004 : Cosita rica (RCTV, Caracas) : Lara Santana
- 2002 : Juana la virgen (RCTV, Caracas) : Ana María Pérez
- 1997 : Conserjes (RCTV, Caracas) : Marcía
- 1996 : Los amores de Anita Peña (RCTV, Caracas) : Anita Peña
- 1992-1994 : Por estas calles (RCTV, Caracas) : Euridice Briceño et Eva Marina
- 1990 : Carmen querida (RCTV, Caracas) : Carmen Cecilia
- 1989 : Amanda Sabater (RCTV, Caracas) : Isabel Padilla
- 1988 : Señora (RCTV, Caracas) : Irina Perdomo Méndez
- 1986-1987 : Roberta (RCTV, Caracas)

### Cinéma
- 2014 : Historias pequeñas de Rafael Marziano
- 2013 : Nena, salúdame al Diego  de Andrea Herrera Catalá
- Esclavo de Dios de Joel Novoa Shneider
- Solo para tus ojos de Carlos Porte
- 2011 : Patas arriba  de Alejandro García Wiedeman
- 2009 : Amorcito, corazón de Carmen Roa
- 2008 : Perros corazones de Carmen La Roche[2]
- 2007 : Señor presidente de Rómulo Guardia
- Night light de Eric Meyer Escobar
- In search of the unknown island de Davi Khamis
- Auriga de Carmen Roa
- Tosca, la verdadera historia de Iván Feo
- Entre golpes y boleros de John Dickinson
- Ifigenia de Iván Feo